# خليل سليمان

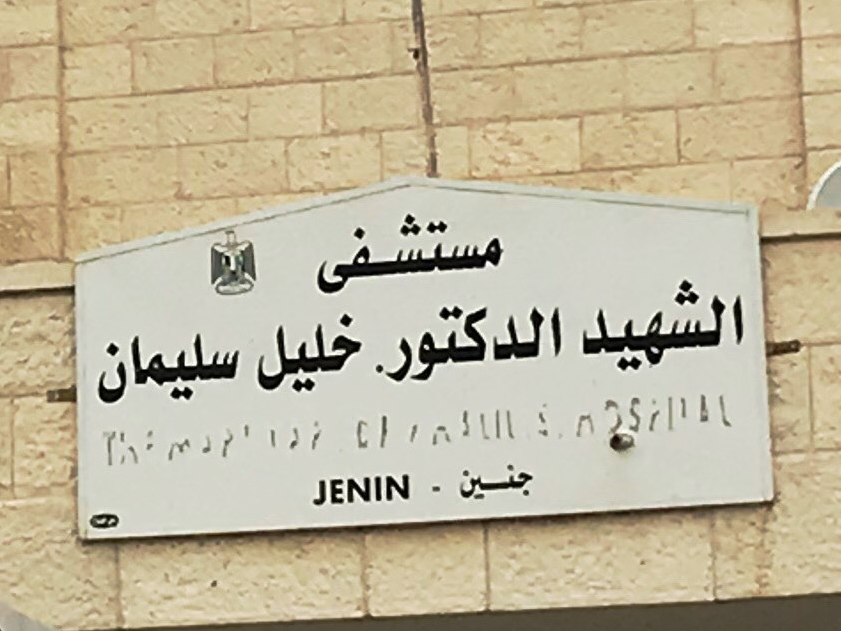

خليل سليمان (1943/1944 - 4 مارس 2002 في مخيم جنين) طبيب فلسطيني. شغل منصب مدير الإسعاف والطوارئ بجمعية الهلال الأحمر الفلسطيني – فرع جنين.

## استشهاده
استشهد وأُصيب اثنان آخران من أفراد الطاقم الطبي بجروح خطيرة عندما أصيبت سيارة الإسعاف التي كان يستقلها بقنبلة حارقة أطلقتها قوات الجيش الإسرائيلي أثناء اجتياحها مخيم جنين عام 2002 ضمن عمليتها العسكرية الدرع الواقي نتيجة الانتفاضة الفلسطينية الثانية.
استنكرت اللجنة الدولية للصليب الأحمر والاتحاد الأوروبي هذا الهجوم.
أطلقت وزارة الصحة الفلسطينية اسم خليل سليمان على مستشفى جنين الحكومي تكريمًا له، كما أطلقت جمعية الهلال الأحمر الفلسطيني أيضًا اسمه على مركز الإسعاف والطوارئ الخاص بها في جنين.